# Матросов, Александр Анатольевич
Александр Анатольевич Матросов (укр. Олександр Анатолійович Матросов; род. 15 апреля 1970, Радсад, Николаевская область) — украинский футболист, защитник.

## Игровая карьера
Футболом начал заниматься в ДЮСШ села Радсад. Первый тренер — Богдан Шот, продолжил обучение в ДЮСШ «Судостроитель» (тренер — Евгений Деревяга). В 1986 году тренер Иван Балан пригласил Александра в «Судостроитель». 15 апреля 1987 года в матче против «Кривбасса» Матросов дебютировал в составе «корабелов».
В 1989 году тренер Валерий Журавко пригласил Александра в очаковский «Маяк». Вместе с командой Матросов прошёл путь от чемпионата области до первой лиги чемпионата Украины. В 1990 году в составе «Маяка» завоевал Кубок Советского Союза среди производственных коллективов. На турнире Александр был основным игроком, сыграл, в том числе в финальном матче с «Металлургом» (Алдан).
В 1993 году Журавко перешёл в николаевский «Эвис» и забрал шестерых игроков, в том числе и Матросова, с собой в команду областного центра. В этом сезоне николаевцы завоевали путёвку в высшую лигу. Всего в Николаеве провёл три с половиной сезона.
В 1998 году недолго играл в никополе за «Металлург». Завершил активные выступления в южноукраинской «Олимпии ФК АЭС». В статусе ветерана во многих матчах выводил на поле команду «энергетиков» с капитанской повязкой на руке.

## Тренерская карьера
С августа 2002 года Матросов — тренер «Радсада», выступавшего в областных соревнованиях.